# Comté de Carroll (Kentucky)
Pour les articles homonymes, voir Comté de Carroll.
Le comté de Carroll est un comté de l'État du Kentucky, aux États-Unis, fondé en 1838.